# Іствейл (Пенсільванія)
Іствейл (англ. Eastvale) — місто (англ. borough) в США, в окрузі Бівер штату Пенсільванія. Населення — 184 особи (2020).

## Географія
Іствейл розташований за координатами 40°46′0″ пн. ш. 80°18′53″ зх. д. / 40.76667° пн. ш. 80.31472° зх. д. (40.766620, -80.314786).  За даними Бюро перепису населення США в 2010 році місто мало площу 0,30 км², з яких 0,23 км² — суходіл та 0,07 км² — водойми.

## Демографія
Згідно з переписом 2010 року, у селищі мешкало 225 осіб у 94 домогосподарствах у складі 57 родин. Густота населення становила 740 осіб/км².  Було 107 помешкань (352/км²).
Расовий склад населення:
| - 97,3 % — білих - 1,8 % — чорних або афроамериканців |

До двох чи більше рас належало 0,9 %. Частка іспаномовних становила 0,4 % від усіх жителів.
За віковим діапазоном населення розподілялося таким чином: 20,9 % — особи молодші 18 років, 68,9 % — особи у віці 18—64 років, 10,2 % — особи у віці 65 років та старші. Медіана віку мешканця становила 39,5 року. На 100 осіб жіночої статі у селищі припадало 106,4 чоловіків;  на 100 жінок у віці від 18 років та старших — 107,0 чоловіків також старших 18 років.
Середній дохід на одне домашнє господарство  становив 41 275 доларів США (медіана — 37 500), а середній дохід на одну сім'ю — 42 286 доларів (медіана — 40 000). Медіана доходів становила 32 500 доларів для чоловіків та 26 607 доларів для жінок. За межею бідності перебувало 28,7 % осіб, у тому числі 45,3 % дітей у віці до 18 років та 0,0 % осіб у віці 65 років та старших.
Цивільне працевлаштоване населення становило 94 особи. Основні галузі зайнятості: виробництво — 28,7 %, освіта, охорона здоров'я та соціальна допомога — 22,3 %, мистецтво, розваги та відпочинок — 14,9 %.